# Dubuque (Iowa)
Dubuque er en amerikansk by og administrativt centrum i det amerikanske county Dubuque County, i staten Iowa. I 2007 havde byen et indbyggertal på 57.313.

## Ekstern henvisning
- Wikimedia Commons har flere filer relateret til Dubuque (Iowa)

- Dubuques hjemmeside (engelsk) Arkiveret 2. juni 2002 hos  Wayback Machine

42°30′16″N 90°41′13″V / 42.50444°N 90.68694°V